# Vert-Vert
Vert-Vert, titolo completo Vert-Vert ou les Voyages du perroquet de la Visitation de Nevers, è un poemetto in lingua francese composto da Jean-Baptiste Gresset nel 1734, incentrato su un pappagallo verde di Nevers, che dà il nome all'opera.
Il Vert-Vert, strutturato su quattro canti in decasillabi, fu presentato nella sua prima edizione del 1734 come un "poema eroicomico". Nonostante la trama piuttosto semplice e una certa monotonia ritmica, l'opera riscosse successo ed è ancora oggi molto popolare in Francia.

## Trama
Questo poemetto narra la divertente storia di un verde pappagallo cresciuto in un convento femminile di Nevers. Le suore gli danno il nome di Vert-Vert (ovvero "Verde-Verde") in ragione del suo colore ed esso si guadagna la loro stima perché ascoltando le preghiere impara a esprimersi in un linguaggio realmente cristiano. Dopo qualche tempo si dispone di trasferire Vert-Vert in un convento dello stesso ordine religioso a Nantes e l'incarico viene affidato a un barcaiolo della Loira. Nel tragitto, però, a contatto con l'uomo il pennuto assimila un lessico volgare, col quale spaventerà le suore di Nantes una volta giunto a destinazione. Le religiose della città bretone finiscono per rispedire a Nevers il pappagallo, che in seguito morirà per un'indigestione.

## Fortuna dell'opera
Giacomo Leopardi mostra di conoscere il poemetto nella Proposta di premi fatta dall'Accademia dei Sillografi, una delle sue Operette Morali: "E se il pappagallo di Nevers, con tutto che fosse una bestiolina, sapeva rispondere e favellare a proposito, quanto maggiormente è da credere che possa fare questi medesimi effetti una macchina immaginata dalla mente dell’uomo e construtta dalle sue mani; la quale già non debbe essere così linguacciuta come il pappagallo di Nevers ed altri simili che si veggono e odono tutto giorno, né come la testa fatta da Alberto magno, non le convenendo infastidire l’amico a muoverlo".